# Leptophis stimsoni
Leptophis stimsoni là một loài rắn trong họ Rắn nước. Loài này được Harding miêu tả khoa học đầu tiên năm 1995.